# E-Tower
E-Tower je mrakodrap v São Paulu v Brazílii. Byl postaven v letech 2002–2005. Dosahuje výšky 148 m a má 37 poschodí. Jeho architekty byli Aflalo & Gasperini Arquitetos.